# Kimchi
Kimchi (coreano: 김치; hanja: 沈菜) são alimentos condimentados típicos da culinária da Coreia, com base em hortaliças. O kimchi é muitas vezes considerado a base da alimentação dos coreanos. Trata-se de preparações em que se colocam os vegetais em salmoura durante vários dias e, a seguir, são acrescentados açúcar e vários temperos. Normalmente deixa-se a fermentar para servir de condimento a outros pratos.
O termo kimchi  é derivado da palavra coreana shimchae, que significa vegetais salgados.
A UNESCO integrou o modo de preparar e partilhar conservas kimchi na República da Coreia (designado "Kimjiang") na lista representativa do Património Cultural Imaterial da Humanidade em 2013. Em 2015, foi integrada na mesma lista uma candidatura da Coreia do Norte com o título "Preparação tradicional de kimchi na República Popular Democrática da Coreia".
Com base nas possíveis matérias primas e no método de preparação escolhido, o kimchi é classificado em centenas de variedades, apresentando grandes variações em seu gosto, em suas propriedades bioquímicas, nutricionais e a  seu tempo de vida útil em conserva.

## Preparação

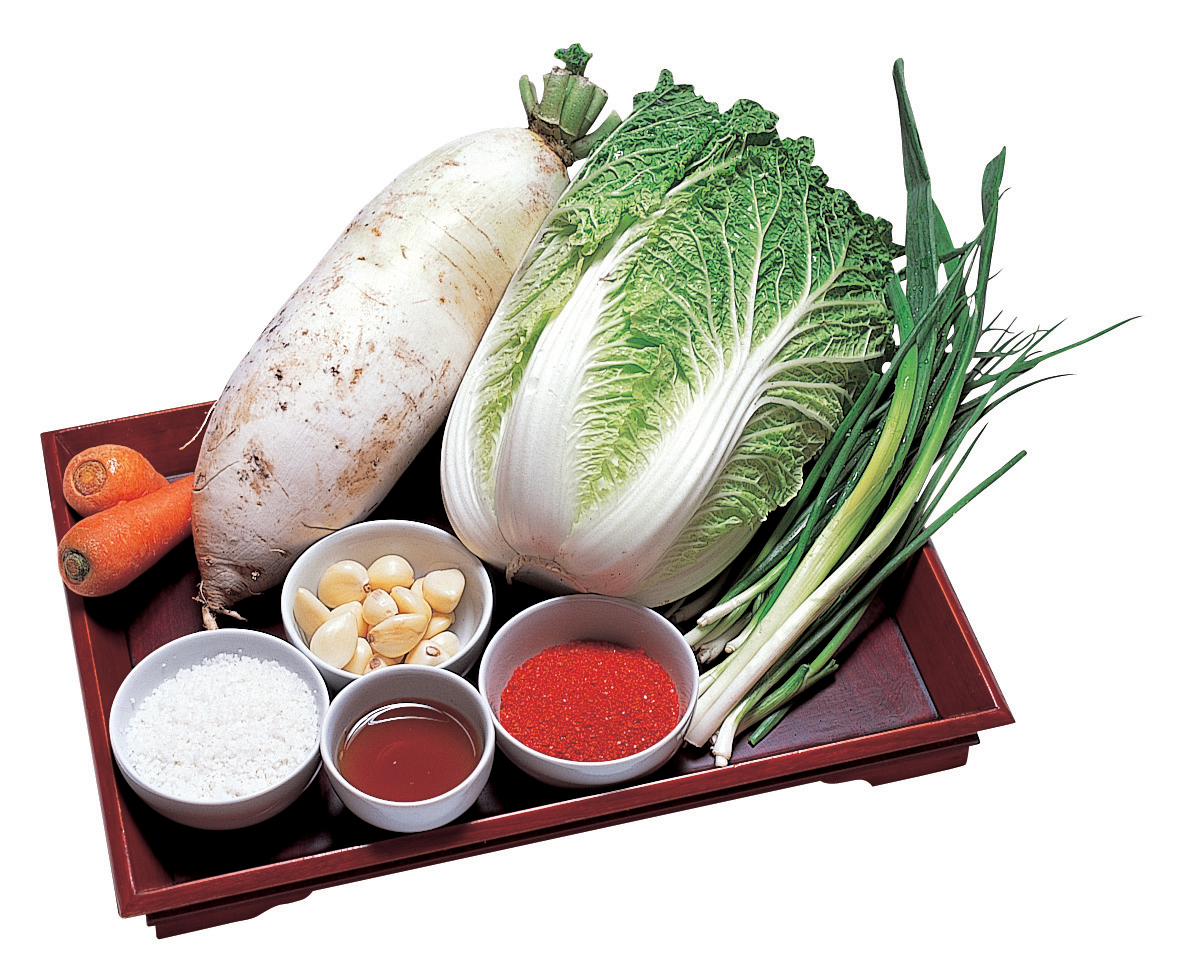
Ingredientes para o kimchi: couve chinesa, rábano, cenoura, cebola-da-primavera, alho, malaguetas em pó, molho de peixe e sal.

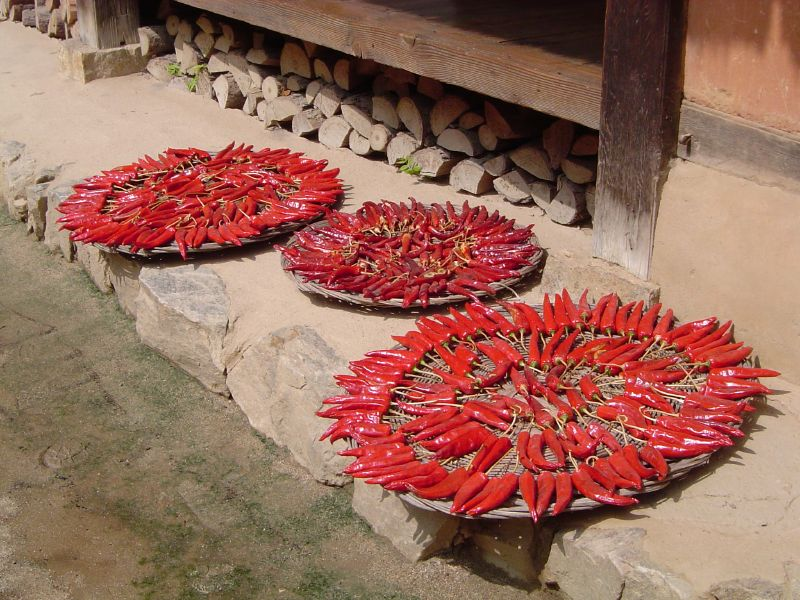
Malaguetas a secar para o kimchi.

Para preparar o kimchi, corta-se a "acelga" ou a "couve-chinesa" (Brassica rapa subsp. pekinensis, Brassicaceae) em quatro, no sentido longitudinal, tentando deixar as folhas intactas; estas folhas são mergulhadas em água fria e depois levam uma leve camada de sal grosso, em que os talos devem levar mais sal que as folhas propriamente ditas. Para o kakdugi, os rábanos (ou nabos", Raphanus sativus, Brassicaceae) são cortados em cubos e igualmente cobertos de sal. Passadas duas horas, tanto a couve como os pedaços de rábano devem ser virados, para que todas as partes tenham uma boa salga. Passadas mais duas horas, a couve deve ter encolhido; deve então ser lavada com água fria várias vezes; o mesmo deve ser feito com o rábano.
Entretanto, deve ter-se preparado a pasta com temperos, começando por levar ao lume farinha de arroz e água; quando começar a borbulhar, junta-se açúcar, mexe-se para incorporar e tira-se do lume. Mistura-se a esta pasta molho de peixe, malagueta, alho, gengibre e cebola esmagados, cebolinho picado e palitos de rábano; opcionalmente, podem também juntar-se ostras. Esta pasta é então aplicada às folhas de couve e misturada aos pedaços de rábano, de forma a juntar bem os dois ingredientes, e o resultado guardado em frascos que devem ficar pelo menos dois dias à temperatura ambiente, quando devem começar a fermentar, ou na geleira, para ser utilizado de imediato.

## Fermentação
A fermentação presente no processo de produção do Kimchi é majoritariamente realizada por bactérias ácido-láticas. Essas, por sua vez, são bactérias em que o último produto do processo fermentativo é o lactato. 
O processo pode até ser iniciado por outros diversos microrganismos, mas são as bactérias láticas que dominam, aos poucos, o processo fermentativo. 
Os fatores capazes de influenciar na fermentação e em seu tempo de duração são a temperatura e o pH do meio reacional, a concentração de sal, os microrganismos presentes, a matéria prima utilizada (que pode variar a quantidade de carbono disponível, a presença ou não de possíveis inibidores e os nutrientes disponíveis) e a presença de oxigênio, sendo os 4 primeiros fatores os que mais influencia no tempo de reação necessário (que pode variar de 2 dias a 3 semanas). 

## Tradição
Antes de existirem aparelhos para conservação de alimentos na Coreia, a comida tinha que ser preparada para estar disponível durante os longos meses de inverno, quando era muito difícil conseguir vegetais frescos. Nessa época, os vizinhos preparavam juntos grandes quantidades de kimchi, um evento chamado “kimjang”. O kimchi era guardado em recipientes de barro chamados “onggi”, que eram enterrados de forma a não congelarem e poderem ser utilizados em qualquer altura durante o inverno. 
Uma das preparações típicas do inverno com kimchi é kimchiguk, ou sopa de kimchi.

## Benefícios para saúde
O kimchi é um alimento de baixa caloria (18 kcal / 100 g) e contém altos níveis de vitaminas (vitamina C, b-caroteno, complexo de vitamina B, etc.), minerais (Na, Ca , K, Fe e P), fibra alimentar (24% em base seca) e outros componentes funcionais, como capsaicina, compostos de alil, gingerol, isotiocianato e clorofila. Fitoquímicos como isotiocianato de benzila, tiocianato e b-sitosterol são os compostos ativos encontrados nos kimchi que demonstraram funções anticâncer, antiobesidade e anti-aterosclerótica. 

Ademais, o alho comumente presente na preparação do tempero do Kimchi apresenta alicina e selênio, que juntos são ótimos para a prevenção de colesterol alto. A alicina ajuda a reduzir os níveis de colesterol enquanto o selênio ajuda a proteger a parede das membranas, o que também ajuda em diversas outras doenças. 